# Michal Hanek
 Michal Hanek  (ur. 18 września 1980 w Trenczynie) – słowacki piłkarz występujący na pozycji obrońcy.